# Керазли
Керазли или Керезли (на гръцки: Κερασέα, Керасеа) е село в Гърция, разположено на територията на дем Козлукебир (Ариана), област Източна Македония и Тракия.

## География
Селото е разположено на южните склонове на Родопите.

## История
В демографската статистиката на професор Любомир Милетич от 1912 година селото е посочено като помашко. Към 1942 година в Керазли живеят 320 помаци.